# Herman Saftleven II
Herman Saftleven II ou Herman Saftleven le Jeune (1609, Rotterdam - 1685, Utrecht) est un peintre et graveur néerlandais du siècle d'or.

## Biographie

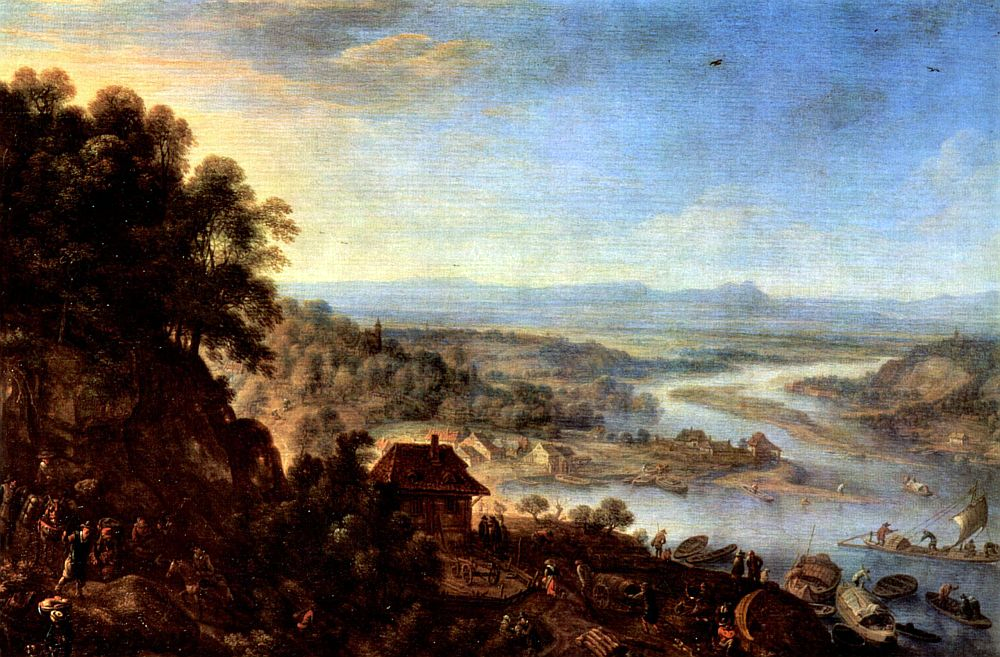
Erbach im Odenwald, Rheingauansicht mit Taunusbergen, 1665.

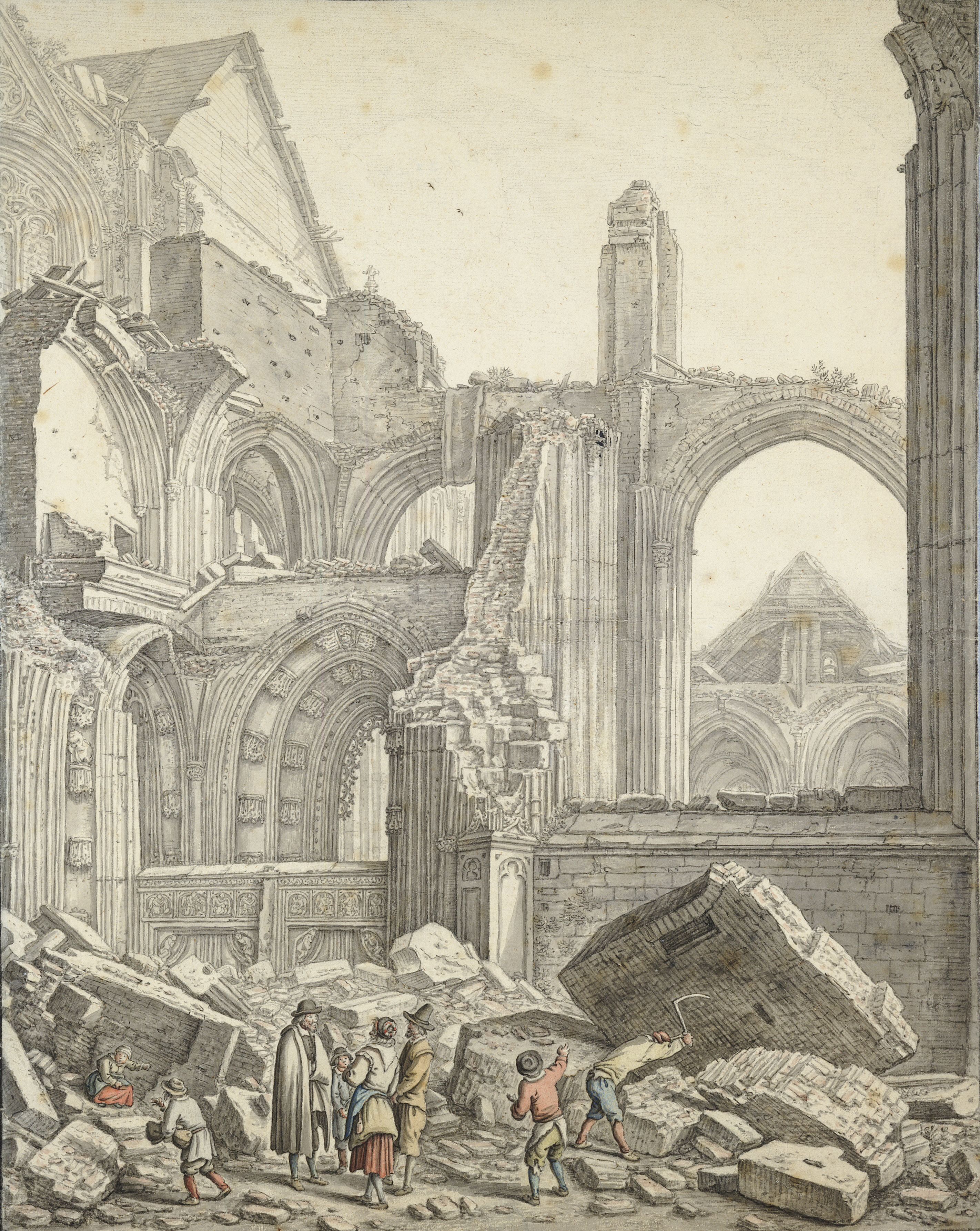
Illustration pour le livre De Dom in Puin par Graafhuis Saftleven, qui relate les dommages subis par les édifices d'Utrecht lors de l'orage en 1674.

Herman Saftleven est né en 1609 à Rotterdam aux Pays-Bas. Il est issu d'une famille d'artistes, et apprend à peindre auprès de son père Herman et en compagnie de ses frères Abraham et Cornelis Saftleven tous deux peintres également. Il s'installe et vit à Utrecht. Il se spécialise dans la peinture de paysages avec des rivières ou avec des fôrets traversées par des voyageurs. 
Il devient successivement membre, et doyen de la Guilde de Saint-Luc d'Utrecht. Après la destruction de plusieurs édifices d'Utrecht à la suite d'un violent orage vers 1670, il vend les dessins des bâtiments qu'il avait exécutés avant que ces derniers ne soient détruits par l'orage. Vers 1680, Agnes Block une botaniste et horticultrice amateur lui commande des dessins de fleurs et de plantes dans sa résidence secondaire dans la campagne près d'Utrecht. 
Il décède en 1685 et est inhumé le 5 janvier 1685 à Utrecht.

## Œuvres
- Paysage de rivière avec lieu d'amarrage[1], Rijksmuseum, Amsterdam
- Vue du Rhin près d'Andernach[2], Rijksmuseum, Amsterdam
- Vue du Rhin près de Reineck[3], Rijksmuseum, Amsterdam
- Rivière vue d'un bac[4], Rijksmuseum, Amsterdam
- Vue d'une rivière dans une région montagneuse[5], Rijksmuseum, Amsterdam
- Paysage montagneux près de Boppard sur Rhin[6], Rijksmuseum, Amsterdam
- Paysage rhénan avec bateaux en construction[7], Musée des Augustins, Toulouse
- Paysage fluvial d’Allemagne[8], Musée des Augustins, Toulouse
- Paysage avec batteurs de blés[9], Musée des Augustins, Toulouse